# Tuyến 4B (Đường sắt đô thị Thành phố Hồ Chí Minh)
Tuyến 4B là một tuyến metro (đường sắt đô thị) thuộc hệ thống Đường sắt đô thị Thành phố Hồ Chí Minh đang được chuẩn bị xây dựng. Tuyến 4B là tuyến nhánh của tuyến 4, được xây dựng nhằm làm giảm tình trạng tắc nghẽn giao thông tại các tuyến đường ra vào sân bay quốc tế Tân Sơn Nhất, dự kiến giai đoạn 1 của dự án sẽ hoàn thành vào năm 2024. Tuyến này có tổng chiều dài khoảng 3,4 km gồm 3 nhà ga. 

## Vốn
Ngân hàng KEXIM tài trợ nguồn vốn viện trợ không hoàn lại để thực hiện dự án Hỗ trợ kỹ thuật nghiên cứu tiền khả thi cho dự án tuyến 4B giai đoạn 1 (Hoàng Văn Thụ - Sân bay Tân Sơn Nhất)
Tổng mức đầu tư cho dự án vào khoảng 276 triệu USD (khoảng 6.154.800 tỷ đồng), trong đó vốn vay Chính phủ Hàn Quốc khoảng 90%, phần còn lại là vốn đối ứng từ ngân sách. Chi phí thu hồi đất và bồi thường giải phóng mặt bằng khoảng 725 tỷ đồng. Dự kiến dự án này sẽ sớm được khởi công xây dựng và hoàn thành vào năm 2024.

## Hướng tuyến
Tuyến metro 4B có điểm đầu là ga Công viên Gia Định (tuyến 4), tuyến này sẽ đi dọc đường Nguyễn Thái Sơn rồi theo đường Hồng Hà để đến cửa vào Sân bay quốc tế Tân Sơn Nhất rồi đi tiếp theo đường Trường Sơn tới Công viên Hoàng Văn Thụ và sẽ kết thúc tại ga Lăng Cha Cả (tuyến 5).
Tuyến 4B-1 bắt đầu tại ga Hoàng Văn Thụ (tuyến 5), tuyến này đi dọc theo đường Phan Đình Giót rồi đến đường Trường Sơn và kết thúc tại ga sân bay Tân Sơn Nhất.

## Nhà ga
Tuyến 4B có tổng cộng 3 nhà ga là Công viên Gia Định, Sân bay Tân Sơn Nhất, Công viên Hoàng Văn Thụ.

## Khu vực Depot
Ga depot của tuyến 4B là Gia Định được xây dựng tại công viên Gia Định, phường 3, quận Gò Vấp rộng 1,2 ha.

## Vận tốc tàu
- 80 km/h ở phần ngầm
- 35 km/h ở khu vực đường vào nhà ga
- 25 km/h ở nhà ga

## Kết nối
| Tên ga                  | Khoảng cách     | Khoảng cách              | Tuyến trung chuyển | Vị trí   | Vị trí   |
| Tên ga                  | Giữa các nhà ga | Từ ga Công viên Gia Định | Tuyến trung chuyển | Quận     | Phường   |
| ----------------------- | --------------- | ------------------------ | ------------------ | -------- | -------- |
| Công viên Gia Định      | -               | 0,0                      | L4 Tuyến 4         | Gò Vấp   | Phường 3 |
| Tân Sơn Nhất            | 1,8             | 1,8                      |                    | Tân Bình | Phường 2 |
| Công viên Hoàng Văn Thụ | 1,6             | 3,4                      | L5 Tuyến 5         | Tân Bình | Phường 2 |